# 台湾の河川の一覧
台湾の河川の一覧（たいわんのかせんのいちらん）は、台湾（中華民国）を流れる河川の一覧である。

## 概要
台湾本島の分水嶺（中央山脈及び雪山山脈）は、島の東寄りにある。そのため、台湾本島の東側の川は短く、西側の川は長い。また、台湾の南部では夏季と冬季の降水量が異なり、南部では雨量の少ない冬季に川の流量が減って涸れ川となり、航行不能になることがある。
台湾の河川は一般的に、河川延長の短さに対して勾配が大きく、概して急流である。例えば台湾最長河川の濁水渓は、延長186kmに対して河床勾配が1/46まで達する。山地から流入する水量が膨大で、流域面積が3,000km2に及ぶため、常時毎秒1万m3を超える流量をもつ。これが大量の土砂を含むことから、濁水渓と名付けられたとされる。河岸段丘、谷中谷、穿入蛇行、扇状地といった回春地形が顕著にみられる。
台湾の河川は中華民国経済部水利署によって、管理者別に「中央管河川」「跨省市河川」「県市管河川」として分類されている。中央管河川は24水系、跨省市河川は2水系（淡水河、磺渓）、県市管河川は92水系（うち2水系は他水系の支流）、計116水系とされている。ただし地図上の表記と名称に食い違いがあるものや、排水路として分類されるものがあり、更に地図上に名称や河川そのものが表記されていない場合があるため、正確な統計は困難である。

## 河川の一覧
台湾全土の独立水系と比較的長い支流を、県市別に記載する。記載順は宜蘭県と花蓮県の県境を起点に、河口位置による反時計回りとし、河口両岸の行政区を付記する。
中央管河川および跨省市河川を太字で表記する。

### 宜蘭県
- 和平渓（大濁水渓）（中国語版）：花蓮県秀林郷、宜蘭県南澳郷
- 南澳渓（大南澳渓）（中国語版）：蘇澳鎮
  - 南澳南渓
- 大湾渓：蘇澳鎮
- 東澳南渓：蘇澳鎮
- 東澳渓（東澳北渓）（中国語版）：蘇澳鎮
- 蘇澳渓（中国語版）：蘇澳鎮
- 新城渓（武荖坑渓）（中国語版）：蘇澳鎮
- 蘭陽渓（宜蘭濁水渓）：五結郷、壮囲郷
  - 宜蘭河（中国語版）
  - 冬山河（中国語版）
  - 清水渓（中国語版）
  - 羅東渓（中国語版）
- 得子口渓（竹安渓）（中国語版）：頭城鎮
- 梗枋渓：頭城鎮
- 石壁渓：頭城鎮
- 大渓川（中国語版）：頭城鎮
- 蕃薯渓：頭城鎮
- 石門渓（中国語版）：頭城鎮

### 新北市（東海岸）
- 巷内坑渓：貢寮区
- 屠宰坑渓：貢寮区
- 坑内渓：貢寮区
- 雙渓（中国語版）：貢寮区
- 塩寮渓（中国語版）：貢寮区
- 尖山脚渓（石碇渓）（中国語版）：貢寮区
- 南勢坑渓：貢寮区
- 北勢坑渓：貢寮区
- 半平渓：瑞芳区
- 茶壺渓：瑞芳区

### 基隆市
- 碧砂渓：中正区
- 田寮河（田寮港）（中国語版）：信義区、仁愛区
- 旭川河（中国語版）：仁愛区
- 牛稠河（牛稠港）：中山区

### 新北市（西海岸）
- 瑪鋉渓（中国語版）：万里区
- 員潭渓（中国語版）：金山区（近万里区）
- 磺渓：金山区
- 小坑渓（中国語版）：石門区
- 乾華渓（中国語版）：石門区
- 尖子鹿渓：石門区
- 石門渓（石門坑渓）（中国語版）：石門区
- 老梅渓（中国語版）：石門区
- 小坑子渓：石門区
- 楓林渓（中国語版）：石門区
- 崁子脚渓：石門区
- 八甲渓（中国語版）：石門区
- 下員坑渓：石門区
- 埔坪渓（中国語版）：三芝区
- 八蓮渓（八連渓）（中国語版）：三芝区
- 山豬堀下坑渓：三芝区
- 南勢坑渓：三芝区
- 海尾渓：三芝区
- 北勢渓：三芝区
- 後厝渓：三芝区
- 大屯渓（中国語版）：淡水区
- 灰磘子渓：淡水区
- 後洲渓（中国語版）：淡水区
- 興仁渓（中国語版）：淡水区
- 下圭柔山渓：淡水区
- 林子渓（公司田渓）（中国語版）：淡水区
- 淡水河：淡水区、八里区
  - 基隆河
    - 内溝渓：汐止区、台北市内湖区

  - 新店渓
    - 景美渓（中国語版）
    - 南勢渓（中国語版）
    - 北勢渓（中国語版）

  - 大漢渓（大嵙崁渓）
    - 三峡河（中国語版）
- 紅水仙渓（水仙渓）（中国語版）：八里区
- 後坑渓：林口区
- 瑞樹坑渓：林口区
- 宝斗渓（中国語版）：林口区
- 嘉宝渓：林口区
- 林口渓（中国語版）：林口区
- 出水坑渓：林口区

### 桃園市
- 南崁渓（中国語版）：蘆竹区、大園区
- 埔心渓（中国語版）：大園区
- 新街渓（中国語版）：大園区
- 老街渓（中国語版）：大園区
- 富林渓（中国語版）：観音区
- 大堀渓（中国語版）：観音区
- 観音渓（中国語版）：観音区
- 小飯壢渓：観音区
- 新屋渓（中国語版）：観音区、新屋区
- 後湖渓：新屋区
- 社子渓（社仔渓）（中国語版）：新屋区
- 大坡渓：新屋区
- 羊寮渓（福興渓）（中国語版）：新屋区、新竹県新豊郷

### 新竹県
- 羊寮渓（福興渓）（中国語版）：桃園市新屋区、新竹県新豊郷
- 新豊渓（中国語版）：新豊郷
- 鳳山渓：竹北市
- 頭前渓（中国語版）：竹北市、新竹市北区
  - 油羅渓（中国語版）
  - 上坪渓（中国語版）

### 新竹市
- 頭前渓（中国語版）：新竹県竹北市、北区
- 客雅渓（中国語版）：香山区
- 三姓渓：香山区
- 海水川渓（汫水港渓）（中国語版）：香山区
- 塩港渓（中国語版）：香山区

### 苗栗県
- 冷水坑渓：竹南鎮
- 中港渓（中国語版）：竹南鎮、後龍鎮
  - 南港渓（中国語版）
  - 峨眉渓（中国語版）
- 後龍渓（中国語版）：後龍鎮
  - 老田寮渓（中国語版）
- 西湖渓（打八哪渓）（中国語版）：後龍鎮
- 過溝渓：後龍鎮、通霄鎮
- 内島渓：通霄鎮
- 通霄渓（中国語版）：通霄鎮
- 番仔寮渓：通霄鎮
- 苑裡渓（大埔渓）（中国語版）：通霄鎮、苑裡鎮
- 房裡渓（中国語版）：苑裡鎮

### 台中市
- 四好橋構：大甲区
- 大安渓：大甲区、大安区
- 温寮渓（中国語版）：大安区
- 亀売渓：大安区
- 南庄渓：大安区
- 南埔渓：大安区
- 大甲渓：大安区、清水区
  - 志楽渓
  - 南湖渓（中国語版）
    - 合歓渓（中国語版）
- 清水大排水溝（米粉寮渓）：清水区
- 安良港大排（南勢渓）：清水区
- 烏渓（大肚渓）：龍井区、彰化県伸港郷
  - 猫羅渓（中国語版）
  - 南港渓（中国語版）
    - 眉渓（中国語版）

### 彰化県
- 烏渓（大肚渓）：台中市龍井区、彰化県伸港郷
- 番雅溝：線西郷、鹿港鎮
- 洋仔厝渓（洋子渓）（中国語版）：鹿港鎮
- 員林大排（中国語版）：鹿港鎮、福興郷
- 東螺渓（旧濁水渓）（中国語版）：福興郷
- 漢宝渓：福興郷、芳苑郷
- 後港渓：芳苑郷
- 二林渓：芳苑郷
- 魚寮渓：大城郷
- 濁水渓：大城郷、雲林県麦寮郷
  - 清水渓（中国語版）
    - 加走寮渓（中国語版）

  - 水里渓（中国語版）
  - 陳有蘭渓（中国語版）
  - 丹大渓（中国語版）
    - 郡大渓（中国語版）

  - 卡社渓（中国語版）
  - 万大渓（中国語版）

### 雲林県
- 濁水渓：彰化県大城郷、雲林県麦寮郷
- 新虎尾渓（中国語版）：麦寮郷、台西郷
- 旧虎尾渓（中国語版）：台西郷、四湖郷
- 牛挑湾渓：口湖郷
- 北港渓：口湖郷、嘉義県東石郷
  - 大湖口渓
  - 三畳渓
  - 石牛渓
  - 石亀渓（中国語版）

### 嘉義県
- 北港渓：雲林県口湖郷、嘉義県東石郷
- 朴子渓（中国語版）：東石郷
  - 牛稠渓（中国語版）
- 龍宮渓：布袋鎮
- 八掌渓：布袋鎮、台南市北門区
  - 頭前渓

### 台南市
- 八掌渓：嘉義県布袋鎮、台南市北門区
- 急水渓（中国語版）：北門区
  - 亀重渓（中国語版）
  - 白水渓
- 将軍渓（中国語版）：北門区、将軍区
- 七股渓：七股区
- 曽文渓：七股区、安南区
  - 菜寮渓
  - 后堀渓（中国語版）
- 鹿耳門渓：安南区
- 塩水渓（新港渓）（中国語版）：安南区、安平区
- 二仁渓（二層行渓）（中国語版）：南区、高雄市茄萣区

### 高雄市
- 二仁渓（二層行渓）（中国語版）：台南市南区、高雄市茄萣区
- 阿公店渓（中国語版）：永安区、弥陀区
- 典宝渓（中国語版）：梓官区、楠梓区
- 後勁渓（中国語版）：楠梓区
- 愛河：鼓山区、苓雅区
- 前鎮河（中国語版）：前鎮区
- 高屏渓（下淡水渓）：林園区、屏東県新園郷
  - 旗山渓（中国語版）
    - 美濃渓（中国語版）

  - 荖濃渓（中国語版）
    - 隘寮渓（中国語版）
      - 社口渓

    - 濁口渓（中国語版）
    - 宝来渓（中国語版）
    - 拉庫音渓（中国語版）

### 屏東県
- 高屏渓（下淡水渓）：高雄市林園区、屏東県新園郷
  - 牛稠渓（中国語版）
  - 武洛渓（中国語版）
  - 荖濃渓（中国語版）
- 東港渓（中国語版）：新園郷、東港鎮
- 林辺渓：林辺郷、佳冬郷
- 内寮渓：枋寮郷
- 率芒渓（士文渓）（中国語版）：枋寮郷、枋山郷
- 南勢湖渓：枋山郷
- 七里渓（中国語版）：枋山郷
- 枋山渓（中国語版）：枋山郷
- 獅子頭渓：枋山郷
- 楓港渓（中国語版）：枋山郷
- 大石盤渓（石盤渓）：枋山郷
- 竹坑渓：枋山郷、車城郷
- 社皆坑渓：車城郷
- 四重渓（車城渓）（中国語版）：車城郷
- 保力渓（中国語版）：車城郷
- 石牛渓：恒春鎮
- 刣牛渓：恒春鎮
- 港口渓（中国語版）：満州郷
- 渓仔口渓：満州郷
- 鹿寮渓：満州郷
- 埤日渓：満州郷
- 万丈深坑渓：満州郷
- 無水渓：満州郷
- 南仁鬱渓：満州郷
- 九棚渓（中国語版）：満州郷
- 港子渓（中国語版）：満州郷
- 大流渓：牡丹郷
- 旭海渓：牡丹郷
- 乾渓：牡丹郷
- 塔瓦渓（中国語版）：牡丹郷、台東県達仁郷

### 台東県
- 塔瓦渓（中国語版）：屏東県牡丹郷、台東県達仁郷
- 達仁渓（中国語版）：達仁郷
- 安朔渓（中国語版）：達仁郷、大武郷
- 南興渓：大武郷
- 朝庸渓（中国語版）：大武郷
- 大武渓（中国語版）：大武郷
- 烏万渓（大鳥渓）（中国語版）：大武郷
- 津林渓（加津林渓）（中国語版）：大武郷
- 大竹渓（中国語版）：大武郷、太麻里郷
- 拉布拉渓：太麻里郷
- 金崙渓（中国語版）：太麻里郷
- 太麻里渓（中国語版）：太麻里郷
- 文里渓（北太麻里渓）（中国語版）：太麻里郷
- 知本渓（中国語版）：太麻里郷、台東市
- 利嘉渓（中国語版）：台東市
- 太平渓（中国語版）：台東市
- 卑南渓（卑南大渓）：台東市
  - 鹿野渓（中国語版）
  - 鹿寮渓（中国語版）
  - 新武呂渓（中国語版）
- 伽渓：卑南郷
- 都蘭渓（中国語版）：東河郷
- 八里渓（里郷）（中国語版）：東河郷
- 馬武窟渓（中国語版）：東河郷、成功鎮
- 半屏渓：成功鎮
- 都歴渓：成功鎮
- 成功渓（新港渓）（中国語版）：成功鎮
- 富家渓（中国語版）：成功鎮
- 海老渓：成功鎮
- 都威渓（中国語版）：成功鎮
- 沙湾渓（大浜渓）（中国語版）：成功鎮
- 堺橋渓：成功鎮、長浜郷
- 胆月曼渓：長浜郷
- 南石寧埔渓：長浜郷
- 寧埔渓（中国語版）：長浜郷
- 僅那鹿角渓：長浜郷
- 彭仔存渓：長浜郷
- 竹湖渓（石門渓）（中国語版）：長浜郷
- 中賓渓：長浜郷
- 南掃別渓：長浜郷
- 掃別渓：長浜郷
- 大徳渓（中国語版）：長浜郷
- 石坑渓：長浜郷
- 長浜渓（中国語版）：長浜郷
- 城埔渓（中国語版）：長浜郷
- 馬海渓（真柄渓）（中国語版）：長浜郷
- 山間渓（三間渓、凸鼻渓）（中国語版）：長浜郷
- 水母渓（水母丁渓）（中国語版）：長浜郷
- 大峰峰渓：長浜郷

### 花蓮県
- 三富渓（中国語版）：豊浜郷
- 秀姑巒渓 - 楽楽渓 - 馬霍拉斯渓[5]：豊浜郷
  - 秀姑巒渓
  - 富源渓（中国語版）
  - 豊坪渓（中国語版）
  - 楽楽渓 (拉庫拉庫渓)（中国語版）
    - 清水渓
- 石梯港渓：豊浜郷
- 拉濫渓：豊浜郷
- 起拉嚕渓：豊浜郷
- 豊浜渓（中国語版）：豊浜郷
- 新荘渓：豊浜郷
- 加塑渓：豊浜郷
- 加蘭渓（加路蘭渓）（中国語版）：豊浜郷
- 蕃薯寮渓（薯寮渓）（中国語版）：豊浜郷、寿豊郷
- 水連渓（中国語版）：寿豊郷
- 花蓮渓 - 万里渓[6]：寿豊郷、吉安郷
  - 花蓮渓
  - 木瓜渓（中国語版）
  - 寿豊渓（中国語版）
  - 万里渓（中国語版）
  - 馬鞍渓（中国語版）
- 吉安渓（中国語版）：吉安郷、花蓮市
- 美崙渓（中国語版）：花蓮市
- 三桟渓（中国語版）：新城郷
- 立霧渓：新城郷、秀林郷
  - 砂卡礑渓（中国語版）
  - 大沙渓
- 石公渓（中国語版）：秀林郷
- 大富渓（中国語版）：秀林郷
- 清水渓（中国語版）：秀林郷
- 良里渓（卡那剛渓、大清水渓）（中国語版）：秀林郷
- 和平渓（大濁水渓）（中国語版）：秀林郷、宜蘭県南澳郷
  - 和平北渓